# Castillo de Ampudia
El castillo de Ampudia es una fortaleza medieval del siglo XV.Está situada en la localidad homónima en la provincia de Palencia, comunidad autónoma de Castilla y León, España. Considerado el mejor castillo palentino, es de titularidad privada y conservada por sus descendientes del antiguo propietario. 

## Historia
Fue construido entre 1461 y 1488 por García López de Ayala, señor de Ayala y Salvatierra e hijo de Pedro García de Herrera, primer titular del mayorazgo de Ampudia. El sucesor de García, Pedro Ayala y Rojas, se enfrentó con su propia madre, María Sarmiento, por la posesión del castillo, resultando él vencedor. En abrazó la causa comunera, dando lugar al hecho de armas conocido como la Batalla de Ampudia entre los partidarios del emperador Carlos I de España y las tropas acaudilladas por el obispo Antonio de Acuña. En 1522, tras la derrota comunera, el emperador confiscó el castillo, pero poco después lo devolvió a la familia, aunque a cambio de 20 000 ducados. En 1528 el castillo alojó a los hijos del monarca francés Francisco I, tras la Batalla de Pavía, en calidad de rehenes.
En 1597 asumió la titularidad del señorío Francisco Gómez de Sandoval y Rojas, duque de Lerma y favorito del rey Felipe III, al que atrajo en distintas ocasiones a la villa, convirtiéndose el castillo en sede ocasional de la Corte española. A partir de entonces el castillo entrará en un largo período de abandono, lo que no obstó a su declaración como Monumento Histórico-Artístico Nacional en 1931. En 1960 el empresario galletero Eugenio Fontaneda Pérez, natural de Aguilar de Campoo, lo adquirió a su penúltima dueña, la condesa de la Granja, y lo acondicionó como museo para su colección de objetos de arte y antigüedades procedentes de la cuenca del Duero.

## Descripción
Ejemplo temprano de castillo-palacio señorial castellano, es una joya de la arquitectura civil de la región y presenta un magnífico estado después de la cuidadosa restauración acometida en los años sesenta por Eugenio Fontaneda. La edificación tiene planta trapezoidal, posee torreones en los ángulos, correspondiendo el del sudoeste a la torre del Homenaje, y foso salvado mediante puente levadizo. Está rodeado por un muro de barbacana con torres cilíndricas. La fachada está decorada con dos escaraguaitas o garitas ornamentales y en la puerta principal cuelga el escudo del Duque de Lerma. El Patio de Armas tiene tres pandas porticadas de tres pisos con arquería escarzana, siendo el piso superior de más exiguas proporciones.

## Colección Eugenio Fontaneda
El interior alberga la Colección Eugenio Fontaneda, distribuida en seis salas: Arqueología (destacando una colección de útiles de guerra de la Edad del Bronce y otra de estelas funerarias y miliarios de la época romana); Arte Sacro (incluyendo tallas de los siglos XIII a XV, mobiliario litúrgico y pinturas de los siglos XV a XVIII); Juguetes; Armas y Aparatos Musicales; Farmacia; y Etnografía y Artes Populares. Cobijados en los flancos porticados del patio se muestran escudos nobiliarios, elementos arquitectónicos, pilas bautismales, etc.